# Ubarana
Ubarana é um município brasileiro do estado de São Paulo. Conta com uma população de 5.365 habitantes (IBGE/2022), fazendo parte da região metropolitana de São José do Rio Preto

## Toponímia
O nome da cidade é de origem tupi e se refere provavelmente á ubarana, peixe da família dos elopídeos.

## História

### Formação territorial-administrativa
Histórico da formação do município:
- Distrito criado no município de Mirassol pela Lei nº 2.115, de 30/12/1925.
- Distrito transferido para o município de José Bonifácio pela Lei nº 2.177, de 28/12/1926.
- Município criado pela Lei nº 7.664, de 30/12/1991.

## Geografia
Localiza-se a uma latitude 21º09'56" sul e a uma longitude 49º43'03" oeste, estando a uma altitude de 458 metros. É cortada pelo rio Jacaré, afluente do rio Tietê, possuindo grande potencial para balneário turístico (pesca e esportes náuticos). À sua beira localiza-se a "Prainha de Ubarana" e diversos ranchos de veraneio, sobretudo no bairro Emprogim (Bairro do Jacaré, Monte Alegre II e outros).

### Hidrografia
- Rio Tietê

### Rodovias

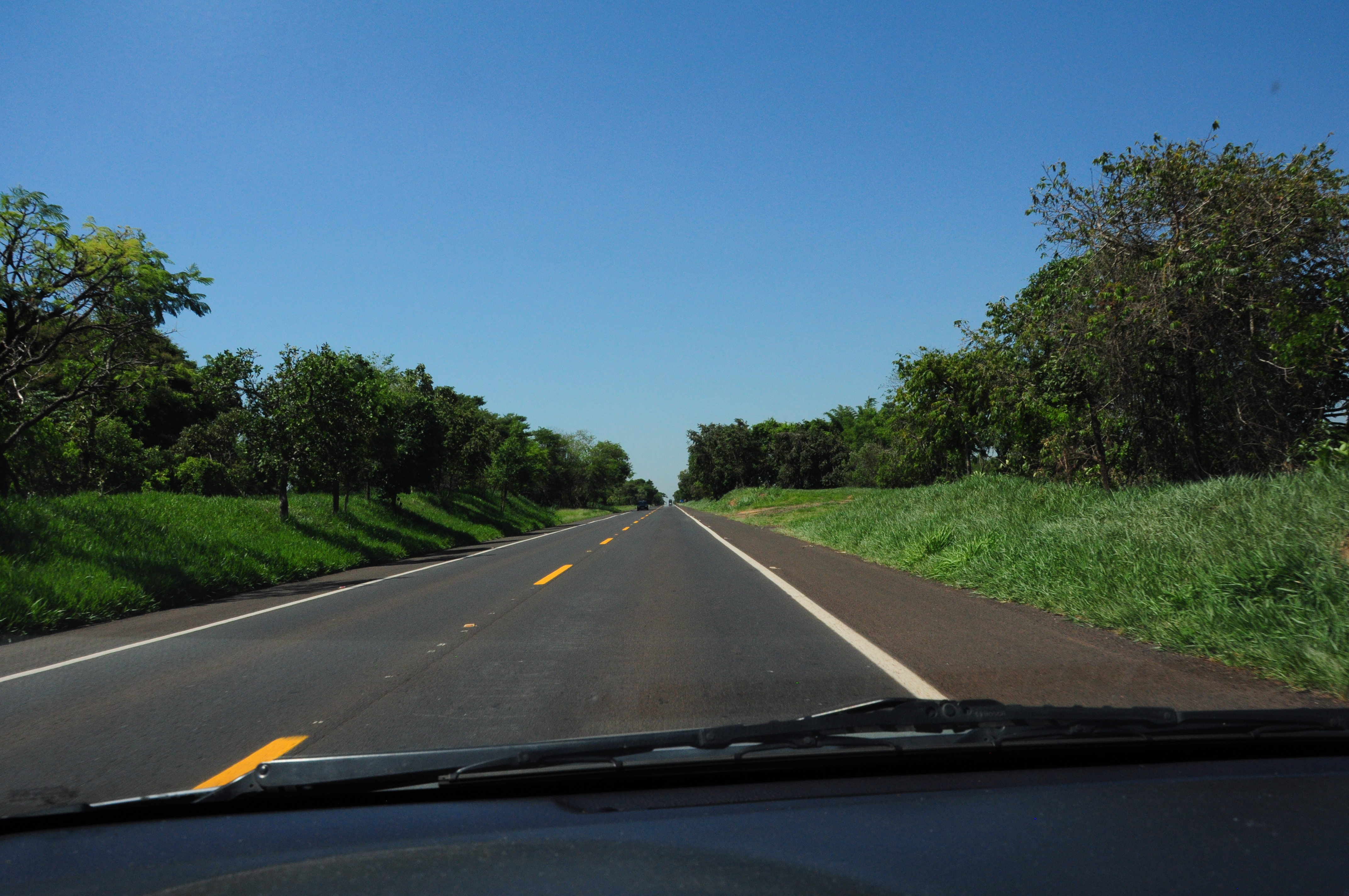
Trecha da Rodovia Transbrasiliana em Ubarana.

- BR-153 - Rodovia Transbrasiliana

## Demografia

### População
| Crescimento populacional                             | Crescimento populacional | Crescimento populacional | Crescimento populacional |
| Ano                                                  | População Total          |                          | %±                       |
| ---------------------------------------------------- | ------------------------ | ------------------------ | ------------------------ |
| 2000                                                 | 4 220                    |                          | —                        |
| 2010                                                 | 5 289                    |                          | 25,3%                    |
| 2022                                                 | 5 365                    |                          | 1,4%                     |
| Est. 2024                                            | 5 456                    | [ 11 ]                   | 1,7%                     |
| Fontes: Censos Demográficos IBGE e Estimativas SEADE |                          |                          |                          |

### Dados demográficos
Dados do Censo - 2010 e 2019
População total: 6.309 (2019 IBGE)
- Urbana: 4.845 (2010 IBGE)
- Rural: 444 (2010 IBGE)
- Homens: 2.715 (2010 IBGE) [16]
- Mulheres: 2.574 (2010 IBGE)

Densidade demográfica (hab./km²): 12,16

## Infraestrutura

### Comunicações
O sistema de telefones automáticos, assim como o sistema de discagem direta à distância (DDD) com o código de área (0172), foram implantados pela Telecomunicações de São Paulo (TELESP).
Na década de 90 o código DDD da cidade foi alterado para (017), para padronização do sistema telefônico com a telefonia celular que estava sendo implantada em todo o estado.

## Religião
O Cristianismo se faz presente na cidade da seguinte forma:

### Igreja Católica
- A igreja faz parte da Arquidiocese de São José do Rio Preto.[20]

### Igrejas Evangélicas
Entre as igrejas protestantes históricas, pentecostais e neopentecostais, encontram-se na cidade:
- Assembleia de Deus Ministério do Belém.[23][24]
- Congregação Cristã no Brasil.[25]